# Portrait (Rick Astley-album)
A Portrait Rick Astley 6. stúdióalbuma, mely 2005-ben jelent meg. Ez az első stúdióalbuma 2001 óta, mely az Egyesült Királyságban is megjelent.

## Megjelenések
CD  Egyesült Királyság RCA – 82876734312
1. Vincent	3:24
2. And I Love You So 2:55
3. Portrait Of My Love 2:43
4. Where Do I Begin? 3:35
5. These Foolish Things 3:49
6. Cry Me A River 4:03
7. Nature Boy 3:12
8. Close To You 3:04
9. You Belong To Me 2:49
10. Make It Easy On Yourself 2:57
11. Somewhere 2:46
12. I Can't Help Falling In Love (With You)	3:14
13. What The World Needs Now 3:00